# Drapeau de la Lituanie
Le drapeau de la Lituanie se compose de trois bandes horizontales : celle du haut est jaune, celle du milieu verte et celle du bas rouge. Il a été adopté le 20 mars 1989, près de deux ans avant que la Lituanie ne retrouve son indépendance par la chute de l'Union soviétique. Avant cela, ce drapeau avait été utilisé, avec des couleurs plus claires, de 1918 à 1940, de la première indépendance du pays à son annexion par l'Union soviétique. De 1945 à 1989, la RSS de Lituanie utilisa successivement deux drapeaux : jusqu'en 1953, le drapeau de l'URSS avec le nom de la république, puis, à partir de 1953, le même drapeau rouge avec deux bandes horizontales blanche et verte en bas. La dernière modification du drapeau lituanien remonte à 2004, lorsque ses proportions passèrent de 1:2 à 3:5.

## Histoire
Les premiers drapeaux connus liés à l'identité lituanienne apparaissent dans le Banderia Prutenorum, un manuscrit du XVe siècle rédigé par Jan Długosz. En 1410, lors de la bataille de Grunwald, deux drapeaux distincts étaient présents. La majeure partie des 40 régiments brandissait une bannière rouge portant un chevalier monté (le Vytis), pourchassant un ennemi invisible. Ce drapeau devint par la suite l'enseigne de guerre de la Lituanie, puis, en 2004, le drapeau d'État. Les autres régiments employaient une bannière rouge portant les colonnes de Gediminas. Le Vytis, ou Pahonie, était utilisé par les armées du grand-duché de Lituanie, tandis que le drapeau aux colonnes de Gediminas était employé par les familles nobles de Lituanie. Jusqu'à la fin du XVIIIe siècle et son annexion par l'Empire russe, le grand-duché de Lituanie et les États qui lui succédèrent employèrent le Vytis comme drapeau.
On ignore qui fut à l'origine du drapeau tricolore jaune, vert et rouge, probablement inspiré par le drapeau tricolore français adopté sous la Révolution. L'unique drapeau tricolore lié à la Lituanie était alors vert, blanc et rouge, et représentait la Petite Lituanie. L'idée est généralement attribuée à des Lituaniens exilés en Europe ou aux États-Unis au XIXe siècle. Les couleurs jaune, verte et rouge étaient fréquemment employées dans les tissus et costumes traditionnels. Lors du Grand Seimas de Vilnius, en 1905, ce drapeau fut préféré au Vytis comme drapeau de la nation lituanienne. Le Vytis, défendu par Jonas Basanavičius, fut rejeté pour trois motifs : le Seimas désirait renforcer l'identité nationale lituanienne, et le drapeau du grand-duché de Lituanie avait également flotté sur d'autres nations, comme la Biélorussie ou l'Ukraine. Ensuite, le rouge était devenu entre-temps la couleur des marxistes et des communistes. Enfin, le dessin complexe du Vytis ne permettait pas de le coudre facilement.

Drapeau avec les colonnes de Gediminas.
Drapeau avec le Vytis.
Drapeau de la Petite Lituanie.

La question du drapeau fut à nouveau abordée lors de la Conférence de Vilnius, en 1917. Deux couleurs, le vert et le rouge, furent choisies en raison de leur importance dans l'art populaire. L'artiste Antanas Žmuidzinavičius décora la salle de conférence avec de petits drapeaux verts et rouges. Toutefois, ce dessin ne plut pas aux délégués, qui le trouvèrent trop sombre. Tadas Daugirdas suggéra alors d'ajouter une étroite bande jaune (pour symboliser le soleil levant) entre le rouge (les nuages illuminés par l'aube) et le vert (les champs et forêts). Les délégués décidèrent que le problème serait tranché par une commission spéciale composée de Basanavičius, Žmuidzinavičius et Daugirdas. Ils soumirent leur proposition finale au Conseil de Lituanie le 19 avril 1918. Le drapeau devait être tricolore, avec le jaune en haut, le vert au milieu et le rouge en bas, et le Vytis devait apparaître dans le coin supérieur gauche ou bien au centre. Le Conseil accepta cette proposition, mais la Constitution de 1922 ne faisait aucune référence aux armoiries, adoptant le drapeau actuel.
Les opposants au drapeau arguèrent encore, durant l'entre-deux-guerres, que l'usage de l'or était inapproprié, étant donné que la combinaison du jaune, du vert et du rouge ne suivait pas les règles établies ; le drapeau ne fut cependant pas modifié. Durant la Seconde Guerre mondiale, la Lituanie fut occupée par l'Allemagne nazie et l'Union soviétique. Deux drapeaux furent utilisés sous l'occupation soviétique : le premier était rouge, avec la faucille et le marteau en or dans le coin supérieur gauche, surmontés du nom de la République socialiste soviétique de Lituanie (LIETUVOS TSR). Ce drapeau fut remplacé en 1953 par un drapeau similaire, mais dans lequel l'inscription était remplacée par une étoile, et deux bandes horizontales, l'une blanche et l'autre verte, ajoutées au bas du drapeau.
En 1988, tandis que le mouvement vers l'indépendance de la Lituanie s'accélérait, le Soviet suprême de la RSS de Lituanie reconnut à nouveau le drapeau tricolore comme drapeau national. Les couleurs furent définies formellement l'année suivante, et ce drapeau remplaça le drapeau de la Lituanie soviétique. Après l'indépendance, le drapeau fut adopté dans la nouvelle Constitution lituanienne, adoptée par référendum en 1992.

Drapeau national (1918-1940).
Drapeau de la RSS de Lituanie (1953-1988).
Drapeau national (1988-2004, 1:2).

## Dessin et symbolisme
Votée le 26 juin 1991, la Loi de la République de Lituanie sur le drapeau d'État lituanien définit le dessin, les tailles et l'usage du drapeau. La dernière modification de la loi remonte au 8 juillet 2004 : les proportions du drapeau sont passées de 1:2 à 3:5 et l'un des drapeaux historiques a été adopté comme drapeau gouvernemental. Cet amendement est entré en vigueur le 1er septembre 2004, après avoir été approuvé par le président Valdas Adamkus.
Les couleurs des deux drapeaux nationaux et gouvernementaux sont données dans le système Pantone. Leurs proportions à tous deux doivent être de 3:5, la taille standard étant de 1 mètre sur 1,7 mètre. D'autres tailles sont possibles, mais elles doivent se conformer aux couleurs et proportions définies par la loi.
Le jaune du drapeau symbolise les champs dorés du pays, le vert, sa campagne verdoyante, et le rouge, tout le sang versé pour le pays. Les couleurs Pantone officielles ont été rendues publiques depuis 2004 ; elles sont données ci-dessous, avec des équivalents possibles :
| Couleur  | ● Jaune               | ● Vert               | ● Rouge Violet       |
| -------- | --------------------- | -------------------- | -------------------- |
| HTML     | #fdb913               | #006a44              | #c1272d              |
| RVB      | 253, 185, 19          | 0, 106, 68           | 193, 39, 45          |
| Pantone, | 15-0955 TP / 1235 c/u | 19-6026 TP / 349 c/u | 19-1664 TP / 180 c/u |
| CMJN     | 0-30-100-0            | 100-55-100-0         | 25-100-100-0         |

## Drapeau gouvernemental (historique)

Drapeau gouvernemental adopté en 2004.

Un drapeau gouvernemental a été adopté en 2004, en même temps que le changement de proportions du drapeau national. Ce drapeau représente l'emblème national, le Vytis, sur fond rouge. Les proportions sont identiques à celles du drapeau national, c'est-à-dire 3:5. Ce drapeau gouvernemental, appelé « drapeau historique » dans la loi, a été proposé par Česlovas Juršėnas, porte-parole adjoint du Seimas, et Edmundas Rimša, président de la Commission d'héraldique. Il a été proposé au même moment que les grandes armoiries, afin de marquer le 750e anniversaire du couronnement de Mindaugas, en 1253. Le drapeau et les armoiries furent conçues par Arvydas Každailis. Historiquement, ce drapeau fut employé lors de la bataille de Grunwald, puis par l'éphémère République de Lituanie centrale (1920-1922).
En vertu de la loi, le drapeau gouvernemental est hissé en permanence à trois endroits : le Palais royal de Lituanie, le château de Trakai, et le musée de guerre Vytautas le Grand, à Kaunas. Il est également hissé à certains autres endroits lors de certaines journées particulières :
- le 16 février, devant la Maison des Signataires, dans la rue Pilies à Vilnius ;
- le 11 mars, devant le Palais du Seimas ;
- le 6 juillet, devant le Palais présidentiel de Vilnius ;
- le 15 juillet, devant le ministère de la Défense ;
- le 25 octobre, devant le Seimas, le Palais présidentiel et le 11, avenue Gediminas (siège du gouvernement).

## Protocole

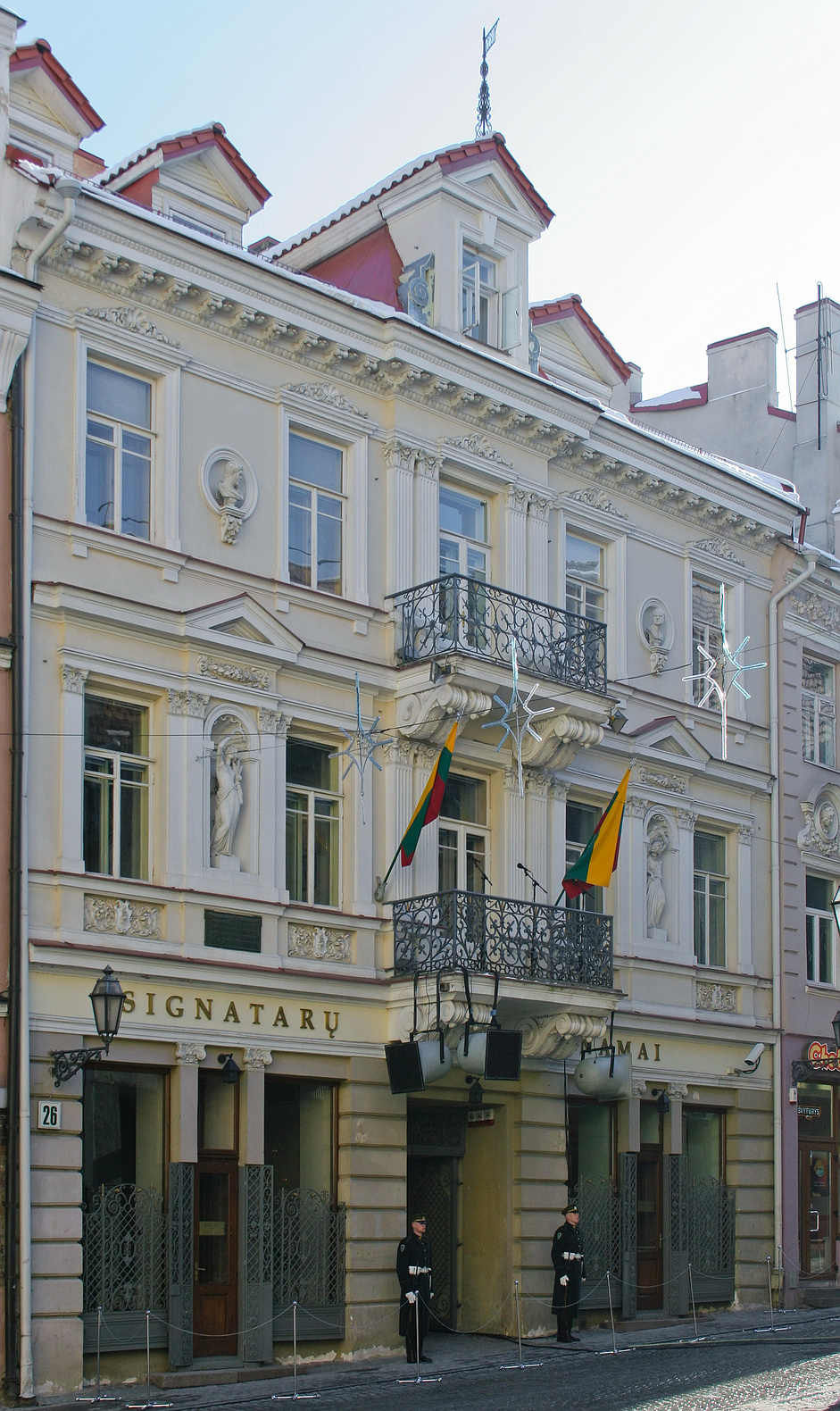
Drapeaux hissés devant la Maison des Signataires le 16 février 2007.

Le drapeau peut être hissé verticalement ou horizontalement devant des bâtiments publics, des résidences privées, des commerces, des navires, des parcs, ou encore durant des cérémonies officielles. Si le drapeau est utilisé horizontalement, la bande jaune doit être au-dessus ; s'il est utilisé verticalement, cette bande doit se trouver à gauche, et la bande rouge à droite. Les services gouvernementaux en Lituanie et à l'étranger doivent flotter 24 heures sur 24. Le drapeau doit être conforme aux standards légaux, et ne peut être souillé ou endommagé d'aucune façon.
En périodes de deuil, le drapeau peut flotter de plusieurs façons différentes. Il peut être hissé au sommet du mât, puis abaissé à hauteur du tiers du mât, ou bien on peut fixer une bande noire sur un drapeau hissé de façon permanente. Le ruban noir doit faire dix centimètres de large, et est attaché au mât de manière que ses extrémités atteignent le bas du drapeau. Durant les cérémonies funèbres, le drapeau peut être employé pour recouvrir les cercueils d'officiers gouvernementaux, de soldats, de signataires de la Déclaration d'indépendance de la Lituanie, ou de toute personne désignée par décret présidentiel ; ces drapeaux sont ensuite pliés et remis au plus proche parent avant l'inhumation.
Lorsque le drapeau lituanien flotte avec d'autres drapeaux, l'ordre correct de préséance est le suivant : le drapeau national, le drapeau historique, puis les drapeaux d'autres pays, le drapeau de l'Union européenne, les drapeaux d'ONG, l'étendard présidentiel, les étendards militaires et gouvernementaux, les drapeaux des apskritys, les drapeaux de villes, et tout autre drapeau. Lorsque des drapeaux étrangers sont employés auprès du drapeau lituanien, ils sont classés selon l'ordre alphabétique du nom du pays en lituanien, hormis lorsque le congrès ou la rencontre organisée en Lituanie exige qu'une autre langue soit employée pour ce classement. Le drapeau de l'Union européenne est employé depuis que la Lituanie appartient à cette organisation. S'il n'est pas mentionné explicitement dans la loi, le drapeau de l'OTAN peut également être employé en Lituanie, qui en est également membre. Les drapeaux estonien et letton sont également employés lors de certaines occasions, notamment lors de commémorations de l'indépendance des trois pays baltes.
L'usage quotidien du drapeau lituanien est encouragé, mais il est fortement conseillé ou requis par la loi de le faire flotter lors des occasions suivantes, :
| Date         | Nom en français                                                                       | Remarques |
| ------------ | ------------------------------------------------------------------------------------- | --- |
| 1er janvier  | Jour du drapeau                                                                       | Commémoration du jour où le drapeau national fut hissé pour la première fois sur la tour de Gediminas en 1919. |
| 13 janvier   | Jour des Combattants de la liberté                                                    | Commémoration des événements de janvier 1991.                                                                  |
| 16 février   | Jour de rétablissement de l'État de Lituanie (indépendance de l'Empire russe, 1918)   | Hissé avec les drapeaux estonien et letton.                                                                    |
| 24 février   | Jour d'indépendance de l'Estonie                                                      | Hissé avec les drapeaux estonien et letton.                                                                    |
| 11 mars      | Jour de la restitution de l'indépendance de la Lituanie (de l'Union soviétique, 1990) | Hissé avec les drapeaux estonien et letton.                                                                    |
| 29 mars      | Jour de l'OTAN                                                                        | Commémoration de l'entrée de la Lituanie dans l'OTAN en 2004, hissé avec le drapeau de l'OTAN.                 |
| 1er mai      | Jour de l'Union européenne                                                            | Commémoration de l'entrée de la Lituanie dans l'Union européenne en 2004 ; hissé avec le drapeau européen.     |
| 9 mai        | Jour de l'Europe                                                                      | Commémoration de la fin de la Seconde Guerre mondiale ; appelé « Jour de la Victoire » sous l'ère soviétique.  |
| 15 mai       | Jour de la Convocation du Seimas constitutif                                          | En l'honneur de l'Assemblée constituante de Lituanie.                                                          |
| 14 juin      | Jour de Deuil et d'Espoir                                                             | Commémoration des premières déportations en masse de Lituaniens vers la Sibérie en 1941 ; drapeau de deuil.    |
| 15 juin      | Jour de l'Occupation et du Génocide                                                   | Commémoration du début de l'occupation soviétique de la Lituanie en 1940 ; drapeau de deuil.                   |
| 6 juillet    | Fête nationale                                                                        | Commémoration du couronnement du premier roi, Mindaugas, en 1253.                                              |
| 15 juillet   | Jour de la bataille de Grunwald                                                       | Commémoration de la victoire polono-lituanienne sur l'Ordre teutonique en 1410.                                |
| 23 août      | Jour du Ruban noir                                                                    | Marque la signature du pacte Molotov-Ribbentrop en 1939 ; drapeau de deuil.                                    |
| 31 août      | Jour de la Liberté                                                                    | Commémoration du départ de l'Armée rouge de Lituanie en 1993.                                                  |
| 23 septembre | Jour du Génocide des Juifs lituaniens                                                 | Commémoration de la destruction du ghetto de Vilnius par les nazis en 1943.                                    |
| 25 octobre   | Jour de la Constitution                                                               | Commémoration de l'adoption de la constitution nationale en 1992.                                              |
| 18 novembre  | Jour de l'Indépendance lettone                                                        | Hissé avec les drapeaux estonien et letton.                                                                    |
| 23 novembre  | Jour du Soldat lituanien                                                              | Commémoration de la naissance de l'armée lituanienne en 1918.                                                  |

En dehors de ces fêtes, le drapeau flotte également sur les bureaux de vote. Le gouvernement national dispose de l'autorité pour réclamer l'usage du drapeau national ainsi que des conditions particulières, comme le marquer en signe de deuil, en vertu de l'article 4, section 7, de la loi du drapeau.

## Autres drapeaux
La Lituanie utilise un pavillon naval depuis 1992. Il se compose d'une croix bleue sur fond blanc, avec le drapeau national en canton. Les bras de la croix ont une largeur égale à 1/7e de la largeur du pavillon, dont les proportions sont de 1:2. Il s'agit à l'origine du drapeau du club nautique de Kaunas, mais ses proportions étaient à la base de 2:3. Le pavillon de beaupré se compose, sur fond blanc, d'une ancre bleue portant les colonnes de Gediminas en jaune sur un disque rouge. La marine lituanienne l'a adapté comme fanion sur ses navires.
En 1993, le Seimas a accordé de façon officielle un étendard au président de Lituanie. Il s'agit de l'emblème national posé au centre d'un arrière-plan uni. La loi décrit la couleur de l'arrière-plan comme étant le violet, mais c'est en réalité un rouge foncé qui est employé. Cet étendard a pour proportions 1:1,2.
Chaque apskritis de Lituanie a adopté un drapeau construit sur le même modèle : une bordure bleue portant dix croix de Vytis dorées encadre un motif propre à chaque drapeau. La plupart de ces motifs dérivent des armoiries des apskritis.

Pavillon naval.
Pavillon de beaupré.